# Давул (журнал)
«Давул» («Барабан») — рукописный журнал, положивший начало развитию караимской печати на Украине. Выпускался в Одессе караимской молодежью в 1860-е, после — 1864-1872 гг.
Первые номера журнала, представлявшие собой сложенный вчетверо лист бумаги, приобрели скандальную известность. Текст написан от первого лица, автор выступает инкогнито и высмеивает консервативность взглядов старшего поколения. Это было обращение к молодым караимам, в котором угадывалась надежда обрести союзников и участвовать в конфликте поколений, что не оставляло сомнений в возрасте автора.
По некоторым данным, редактором первых номеров журнала был И. И. Казас. Примерно в то же время закрылась созданная им школа, а сам он вынужден был уехать в Симферополь.
В 1864 г. «Давул» был возрождён группой молодых караимов, который стремились придать журналу более лояльный тон, что и позволило ему существовать в течение восьми лет, несмотря на продолжавшееся недовольство стариков.
В Феодосии выпускалась рукописная юмористическая караимская газета «Зурна-Давул».